# 天主教卡塔戈教區 (哥倫比亞)
天主教卡塔戈教區（拉丁語：Dioecesis Carthadensis in Columbia）是哥倫比亞一個羅馬天主教教區，屬卡利總教區。
教區成立於1962年3月16日，包括考卡山谷省北部十六市。2006年有教友518,000人（佔轄區總人口99.4%）、四十六個堂區、八十名司鐸。現任教區主教為若瑟·亞歷山大·卡斯塔尼奧·阿韋拉埃斯。